# Nymphalis teloides-splendens
Nymphalis teloides-splendens är en fjärilsart som beskrevs av Reuss 1911. Nymphalis teloides-splendens ingår i släktet Nymphalis och familjen praktfjärilar. Inga underarter finns listade i Catalogue of Life.